# Героїв Небесної Сотні (гора)
Геро́їв Небе́сної Со́тні (також Коньо́ва, Горб) — вершина Українських Карпат, висота якої становить 890 м або, за іншими даними, 886 м над рівнем моря. Розміщена в гірському масиві Сколівські Бескиди, Дрогобицького району Львівської області між селами Рибник, Довге та Майдан.
Знаходиться біля річки Стрий. Фактично є відокремленою горою з декількома вершинами, серед яких, крім основної, — Городок (872 м). У південно-східній частині переходить у хребет Сопітські Полонини (Щавлева гряда), неподалік його вершини Щавина (1036 м). Верхня «шапка» гори має форму стрімкого конуса з приблизно 55 градусами крутизни і завершується майже горизонтальною поверхнею. Геоморфологічно відноситься до хребта Парашки. 
До 2020 р. вершина була найвищою точкою Дрогобицького району. Коньова є об'єктом паломництва, оскільки на неї щорічно восени проходить Хресна дорога з села Довге. Західні і південно-західні схили гори належать до національного природного парку «Сколівські Бескиди».

## Історія
31 травня 1969 р. внаслідок тривалих злив скельна частина гори обвалилась і зруйнувала вузькоколійну залізницю, що йшла зі Сколе до села Зубриці для доставки деревини з Карпат.
29 вересня 2014 року перейменована на честь Небесної сотні.